# Jantje van Aalderen-Koster
Jantje van Aalderen-Koster (Hoogeveen, 29 mei 1896 - idem, 11 januari 1967) was een Nederlands verzetsstrijder tijdens de Tweede Wereldoorlog.
Van Aalderen-Koster woonde in Hoogeveen waar zij al spoedig in de oorlog samen met haar man, Albert van Aalderen, begon met verzetswerk. Haar man was  distributeur van de illegale krant Vrij Nederland en later het blad Trouw die hij bezorgd kreeg van de hoofddistributeur in Groningen, Wim Speelman, en diens verloofde Mien Bouwman.
Mien verzocht hun ook om te willen helpen bij het vinden van onderduikadressen voor Joden. Met behulp van de medewerkers van Trouw lukte het Van Aalderen-Koster en haar man om tien adressen te vinden in de streek rond Hoogeveen en Nieuwland. Zo kreeg bijvoorbeeld de driejarige Sally Appel onderdak bij de familie Nijwening in Hoogeveen, namen ze zelf de vierjarige Rivka Vleeschhouwer in huis voordat zij naar Nel Koster ging  die haar tot het eind van de oorlog verzorgde en daarna herenigde met haar ouders.
Het echtpaar Van Aalderen overleefde de oorlog en ontving op 9 juli 1983 postuum de Yad Vashem-onderscheiding (nr.1148) van de staat Israël.